# Городской общественный банк (Вологда)
Вологодский городской общественный банк — финансово-кредитное учреждение в городе Вологда, Российская империя.
Стал родоначальником городских общественных банков в стране. Правительство ставило Вологодский городской общественный банк в пример всем городам империи «с целью побудить городское общество к устройству у себя подобных банков, не дожидаясь, пока явятся частные благотворители».

## История
В 1788 году в Вологде был учреждён первый в России общественный банк; работа с клиентами началась 15 июня 1789 года. Городской общественный банк располагался на главной, Сенной площади (ныне — это площадь Революции, Советский проспект, дом 2) в здании, построенном в конце XVIII века в стиле позднего классицизма по типу купеческого дома (является объектом культурного наследия регионального значения). На его первом этаже находилась открытая галерея с традиционными арками лавок, верхний этаж был жилым. В 1870 году здание подверглось значительной реконструкции, после чего в нем разместились вологодские присутственные места: Городская дума, Городская управа и другие учреждения.

## Деятельность
Вологодский городской общественный банк был создан для развития торговли и промышленности в городе, выделения денежных средств на городские нужды, в том числе на благотворительность. Учредителем выступило городское общество, а также купечество, заинтересованное в получении кредитов. Размер первоначального (уставного) капитала составил 2 263 рублей.
Банк являлся собственностью городского общества. В качестве представителя общества банком управляла городская дума, избиравшая правление банка. Именно думские гласные, по соглашению с городской управой, устанавливали процентные ставки, как по вкладам, так и по кредитам. Функции городского банка были весьма многосторонними: прием вкладов от населения и открытие текущих счетов, выдача ссуд под залог ценных бумаг, товаров, ценностей, недвижимого имущества и земельной собственности. Сам банк покупал и продавал процентные бумаги, акции и облигации. Кредиты предоставлялись как частным лицам, так и органам городского самоуправления.
29 мая 1888 года торжественно отмечался столетний юбилей банка. В церкви Спаса Всемилостивого в присутствии епископа, начальника губернии, вице-губернатора, всех гласных городской думы, членов правления банка, представителей купеческого, мещанского и ремесленного сословий, служащих банка была отслужена божественная литургия. Служащим банка выплатили вознаграждение в 300 рублей.

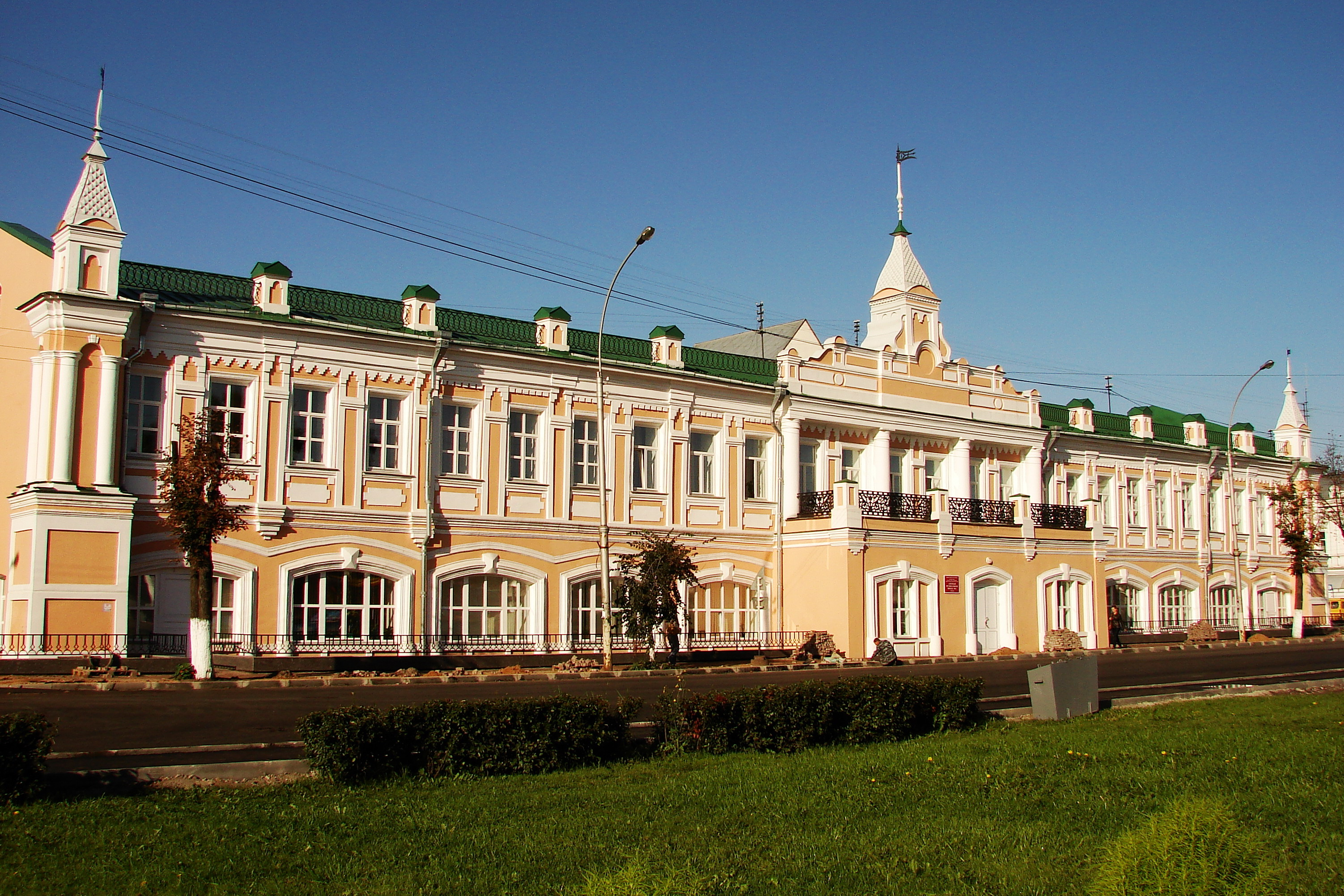
Здание бывшего банка в 2009 году

После Октябрьской революции, с декабря 1917 года началась монополизация банковского дела советской властью. 7 июня 1918 года народный комиссар Михаил Кедров издал приказ о национализации местных филиалов частных банков. И уже 1 июля 1918 года Вологодская городская управа известила правление Вологодского общественного банка о переходе банка в ведение Исполнительного комитета уездного и городского совета рабочих, солдатских и крестьянских депутатов. Ликвидационная комиссия во главе с комиссаром Голосиловым приступила к работе 29 января 1919 года. К 14 августа 1920 года ликвидация Вологодского городского общественного банка была окончена. Архивный фонд Вологодского городского общественного банка поступил на государственное хранение в 1925 году.